# Henri Lefebvre
Henri Lefebvre (16/6/1901 – 29/6/1991) là học giả người Pháp, thường được coi là thành viên của hệ phái Tân Mác-xít. Từng là triết gia hàng đầu trong Đảng cộng sản Pháp giai đoạn 1945-1958, cũng từng có hai năm kiếm sống bằng nghề tài xế taxi ở Paris, ông đã đem triết học Mác vào soi sáng khái niệm không gian xã hội, một nhánh tư tưởng tạo ảnh hưởng mạnh trong thế giới đương đại, như tác phẩm Thế giới phẳng của Thomas Friedman mà nhiều độc giả Việt Nam hâm mộ, hay trường phái bản đồ hậu hiện đại và các ngành nghiên cứu đô thị.
Lefebvre bắt đầu học triết ở Sorbonne năm 1920, tham gia lực lượng kháng chiến Pháp năm 1940 là chủ biên đài phát thanh Radiodiffusion Française ở Toulouse giai đoạn 1944-1949. Đến 1961 ông trở thành giáo sư xã hội học tại Strassbourg và có nhiều ảnh hưởng tới phong trào sinh viên Pháp, cũng như giới nghiên cứu xã hội và triết học thế giới. Ông mất hai tuần lễ trước sinh nhật 90 tuổi.

## Không gian xã hội
Trước đây, khái niệm "không gian" chỉ được dùng trong hình học và toán học mà thôi, nhưng từ sau Lefebvre, người ta không còn lạ gì khi không gian được hiểu trong trường xã hội như không gian sống, không gian lễ hội, không gian làng xã, không gian văn hóa, không gian quyền lực xã hội v.v. Không gian (xã hội) là một sản phẩm (của xã hội). Hơn vậy, mỗi xã hội tạo ra và sở hữu một không gian riêng. Chính xác hơn nữa, mỗi mô hình sản xuất với các mối quan hệ sản xuất đặc trưng tạo ra một không gian xã hội riêng biệt. Trong đó, luôn có không gian cho các mối quan hệ xã hội sinh học – mang tính sinh sản, ví dụ như quan hệ nam nữ, thế hệ, hay gia đình – và quan hệ sản xuất – ví dụ như phân chia lao động và tổ chức xã hội theo tháp chức năng. Hai mối quan hệ này thường pha trộn với nhau nhưng không gian xã hội luôn nhắm tới việc phân chia chúng bằng cách "đặt chỗ".
Để đi sâu vào không gian xã hội, Lefebvre sử dụng hệ thống ba khái niệm cơ bản xuyên suốt: 1) Hoạt động không gian: bao gồm cả quá trình sản xuất và sinh sản, và những vị trí cùng tính chất đặc biệt của mỗi tập hợp xã hội; 2) Các thể hiện của không gian: liên quan tới các mối quan hệ sản xuất và "trật tự" mà các quan hệ này quy định, tức là tới kiến thức, tín hiệu, quy tắc và các mối quan hệ "phía trước"; và 3) Các không gian thể hiện, chứa bên trong các hệ thống biểu tượng phức tạp, có lúc được mã hóa hoặc không, nối với nhóm vượt rào và thế giới ngầm trong cuộc sống xã hội, cũng như nghệ thuật (mà thực ra có thể định nghĩa là không gian thể hiện hơn là mã không gian).
Áp dụng bộ ba khái niệm của Mác (sản xuất, sản phẩm và lao động) vào không gian xã hội giúp định hình độ lỏng của lý thuyết, ví dụ như khi đặt vào không gian đô thị - có thể là một tác phẩm hay một sản phẩm., Henri Lefebvre đã khéo léo vận dụng duy vật biện chứng của Mác để bóc lớp màn bao quanh sự vật (vật chất) để chỉ ra các mối quan hệ (xã hội), là điều mà ông luôn ngưỡng một và coi là thành tựu số một của tư tưởng Mác-xít. Không gian được giới thiệu như một sản phẩm rất đặc biệt, không được sản xuất ra theo kiểu như người ta làm 1 kg đường hay 1m vải, cũng không hản là sản phẩm của thể chế, dù là mối quan hệ xã hội. Giá trị thặng dư của lao động được biến thành cái đẹp được sử dụng hợp lý. Không gian vừa là sản phẩm và cũng là phương tiện sản xuất, là mạng lưới trao đổi, không thể tách rời khỏi lực lượng sản xuất, hay kĩ thuật và kiến thức, hay giai cấp và cả nhà nước lẫn kiến trúc thượng tầng.